# Internationale Sunnitenkonferenz in Kuwait
Die Internationale Sunnitenkonferenz in Kuwait war die spätere der zwei bedeutenden Sunniten-Konferenzen im Jahr 2016.

## Konferenz
Auf der mit den Anfangsworten „Die richtige Bedeutung des Sunnitentums“ (al-Mafhūm aṣ-ṣaḥīḥ li-ahl as-sunna wa-l-ǧamāʿa) betitelten Konferenz im November 2016 in Kuwait hatten sich Teilnehmer aus gut zwei Dutzend Staaten der arabisch-islamischen Welt versammelt. Für die Festigung bekannter Grundsätze waren auf der Konferenz verschiedene Themenbereiche zusammengetragen worden.
Die Konferenz  wurde von Sheikh Ahmad ibn Murābit, dem Großmufti von Mauretanien, geleitet. Kuwait ist als Staat seit Jahren bekannt für seine Wasaṭīya (gemäßigte Position), die offiziell durch das Ministerium für religiöse Stiftungen und Islamische Angelegenheiten des Landes vertreten wird, auch über seine Landesgrenzen hinaus. In Kuwait wurde auch das mit dem Ministerium verbundene Internationale Wasatiya-Zentrum eingerichtet, das in der russischen Hauptstadt einen Ableger hat.
Die Konferenz ist auch als Antwort auf Grosny verstanden worden, wo im August 2016 die Internationale Sunnitenkonferenz stattgefunden hatte. In der Abschlusserklärung von Grosny waren die Takfīr betreibenden Salafisten, darunter auch die IS-Organisation, aus dem sunnitischen Islam ausgeschlossen worden.
Die Rivalität zwischen den beiden sunnitischen Gruppen war in der tschetschenischen Hauptstadt Grosny sichtbar geworden und auf der Konferenz in Kuwait wurde der Salafismus als Antwort zur einzig wahren Form des Sunnitentums erklärt. Wie in Grosny wurde sich von extremistischen Gruppen distanziert, der Salafismus wurde nun aber nicht nur als ein Bestandteil des Sunnitentums erklärt, sondern er repräsentiere das Sunnitentum selbst.
Nach Durchsicht und Diskussion der Arbeitspapiere hatte die Versammlung in Kuwait beschlossen, eine Erklärung abzugeben, zu deren 1. Punkt gehört, dass die Ahl as-Sunna wa-l-Dschamāʿa diejenigen seien, die dem Buch und der Sunna folgten, die zu ihnen gehören, die sich dem unterwerfen, was in ihnen stehe, und die ihnen Vorrang vor allem einräumten, was ihnen widerspräche.
Es sei ein altes Glaubensbekenntnis der Gefährten, Anhänger und ihrer Anhänger, das wiederbelebt, manifestiert und verbreitet worden sei, insbesondere nach der Entstehung von Neuerungen (bid'a) und gewachsenen Traditionen (muḥdathāt), und nicht das Glaubensbekenntnis von Imam Ahmad, Ibn Taimiya oder Muhammad ibn ʿAbd al-Wahhāb.

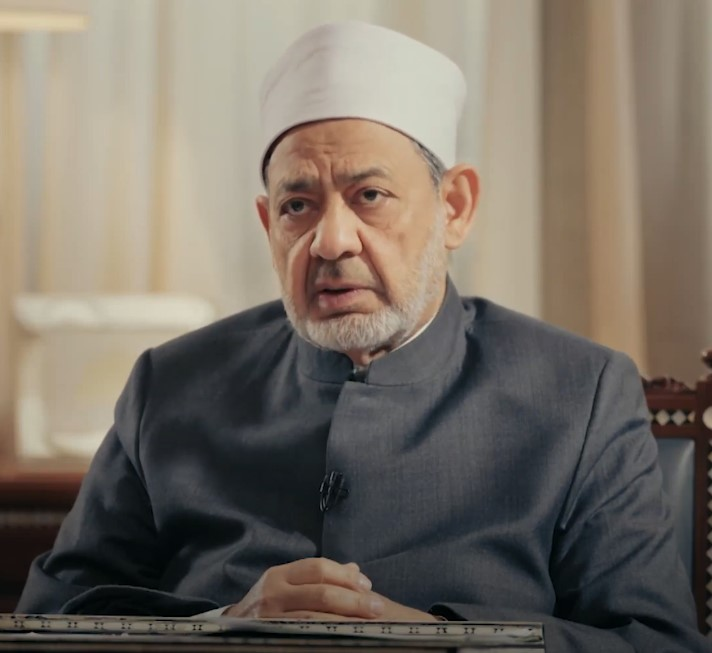
Ahmad al-Tayyib, der Groß-Imam der Azhar, war neben dem der Barelwī-Bewegung angehörenden Großmufti von Indien Sheikh Abubakr Ahmad einer der wichtigsten Teilnehmer der Sunnitenkonferenz in Grosny, distanzierte sich aber später von deren Abschlusserklärung

Ahmad al-Tayyib, der Groß-Imam, hatte sich wenige Tage nach der Konferenz von Grosny von deren Abschlusserklärung distanziert und bekräftigt, dass er nicht an ihr nicht beteiligt gewesen sei. Er betonte, dass er die Salafisten selbstverständlich als Sunniten betrachte.